# Magda Frank
Magda Frank (Kolozsvár, Transilvania, 20 de julio de 1914 - Buenos Aires, 23 de junio de 2010) fue una escultora húngara. Escapó de su país debido a las persecuciones nazis y vivió en Francia y Argentina, país donde estaba radicada al momento de fallecer. Existen obras suyas en el Museo Nacional de Arte Moderno de París, el Museo Nacional de Bellas Artes de París, el Museo Nacional de Bellas Artes de Buenos Aires y otras salas.

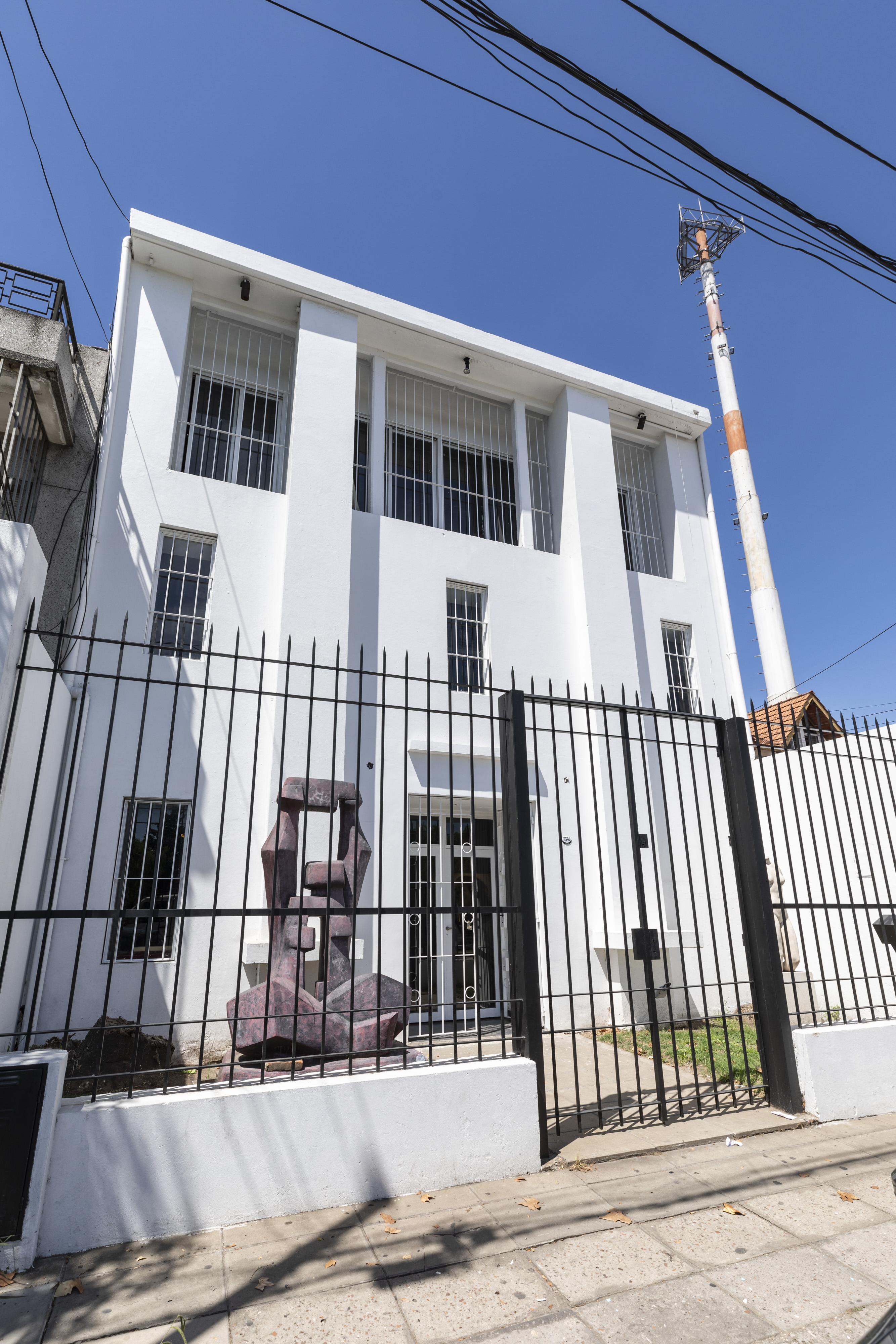
Museo Magda Frank, en Buenos Aires.

## Primeros años
Realizó sus primeros estudios de arte en la Escuela Superior de Bellas Artes de Budapest, en el taller Beni Ferenczy y los continuó en la Escuela Superior de Artes Aplicadas de Budapest, en el taller de Miklos Borsos, donde trabajó la piedra, la madera y el metal.
Debido a las persecuciones nazis huyó de Hungría hacia Berna, Suiza, donde es acogida por la familia Caille, de la que realizó varios retratos. Más tarde viajó a París, donde estudió en la Academia Julian, y allí tuvo por maestro al escultor Gimond, que la guio en sus búsquedas y le aconsejó: «hay que hacer abstracción de la naturaleza; la construcción geométrica es el esqueleto de una escultura».

## Primer viaje a Argentina
En 1950 viajó a Buenos Aires, para visitar a su único hermano sobreviviente. Por esa época sus obras, empiezan a definirse con un lenguaje propio: los planos, las líneas definidas y las rectas se acentúan cada vez más; la construcción se realiza en triángulos agudos, como una flecha gótica que trata de liberarse de la tragedia terrenal. Luego sus esculturas comienzan a encerrarse sobre ellas mismas. Los triángulos se hacen rectángulos. La composición ortogonal predomina.
En el diario Clarín del 20 de junio de 1953 el crítico Córdoba Iturburu escribió que su primera exposición personal en la Galería Henry de Buenos Aires «nos pone frente a un auténtico valor, un espíritu vigoroso, un metier perfecto, siempre en búsqueda de renovación».
Ese mismo año obtiene una beca de estudio del gobierno francés. Tras su regreso a París, expone en el Salón de La Escultura Joven una composición en piedra reconstituida, que fue adquirida por el Museo de Arte Moderno de París. Hizo una exposición individual en la Maison Internacionale de la Cité Universitaire de París.
Al año siguiente, fue designada profesora en la Escuela de Artes Visuales de Buenos Aires, expuso en la Galería Pizarro de Buenos Aires y fue galardonada con medalla de Plata en el Salón de Rosario, Argentina. En 1957 dejó de trabajar en arcilla y comenzó a hacerlo en madera. Participó en la Bienal de São Paulo, Brasil y empezó una extensa serie de estelas en madera y piedra. Años después recibió el primer premio del Salón de Arte Moderno de La Plata, Argentina.

## Retorno a París
A comienzos de la década de 1960 se trasladó de nuevo a París, donde  participó de la Exposición Internacional de Escultura Contemporánea en el Museo Rodin y en el Salón Comparaisons. En la misma ciudad expuso en la Galería Creuza, en la Galería de la Universidad y en el Salón de Arte Latinoamericano. La invitaron al Salón de la Escultura Joven, al que retornará en varias oportunidades y al Simposio de Esculturas de Portorož (Eslovenia), donde crea en 1964 su primera escultura monumental, que dedicó a su hermano Béla, muerto en la guerra con los nazis.
A propósito de una exposición individual que realizó en la Galería La Roue, de París, la crítica Genevieve Bonnefoi, escribió en mayo de 1965 en Les Lettres Nouvelles que la escultora «presenta obras escalonadas a lo largo de varios años: las maderas tropicales, más antiguas, con su superficie dura y su magnífica materia marcada de vetas verdes oscuras o violetas son despojadas al extremo, como constreñidas. Mientras que las más recientes se ven animadas por un soplo más vivo, una suerte de movimiento de ascensión» en tanto  Jeannine Lipsi, en el Meaux-Arts de Bélgica del 13 de junio de 1965 opinó que «la unidad en la exposición de las maderas esculpidas y las piedras talladas de Magda Frank se debe a su sentido del equilibrio. Su escultura se sitúa en la concepción de un arte construido».
En 1968, participó de una convocatoria realizada en los Juegos Olímpicos de Invierno en Grenoble, a veinte escultores internacionales, y realizó una de sus obras monumentales. Más tarde, le fue adjudicada la beca "Creación Artística de Nueva York" y luego hizo una obra de dos metros en piedra calcárea, para la entrada del edificio de la calle Vauthier número 15, en Boulogne-Billancourt, Francia. También expuso en el Salón Comparaisons en París.
En 1970, volvió a hacer una exposición individual en la Galería de la Roue y expuso en el Museo de Budapest  en el Salón de los Artistas Húngaros residentes en el extranjero. Algunas de sus grandes obras de la época fueron  las esculturas del C.E.S. de Saint-Romain de Colbosc, (Seine Maritime) y la de un edificio de la calle de L'Ouest , en el barrio 14 de París.
En 1972, hizo una exposición individual en la Old Jaffa Gallery, en Tel-Aviv y de 1973 es su escultura monumental del C.E.S. de Saran-Orléans (Loiret) así como las esculturas del C.E.S. de Ferrieres-la-Grande (Norte), la obra del C.E.S. Albert Calmette, en Limoges y la escultura monumental del liceo Finosello en Ajaccio, en Córcega.
Entre 1975 y 1976 participó de nuevo en la Exposición Artistas Húngaros en París y expuso  en el Festival de Arte Contemporáneo en Allones, en Un siglo de diseño de Escultores, Museos de Pau y de Calais (Norte), en el Salón de Mayo en París y en la Exposición Dialogues, para la UNESCO, París. Hizo para el Liceo Edmond Rostand, Bagnères-de-Luchon (Haute Garonne) una escultura de 3 metros de alto en mármol gris de Arudy, una obra en piedra de Euville, para el Liceo Pasteur de Somain (Norte), un grupo de siete esculturas en madera policromada de 1,80 a 2,40 de altura, y una escultura de piedra de 2,50 metros  para C.E.T. Hôtellier de Metz-Borny.
En 1977, expuso en el Instituto Húngaro de París y en el Museo Vasarely de Budapest se realizó una Exposición Retrospectiva, que luego fue exhibida en otras salas de Hungría.

## Últimos años
A los ochenta años fue destacada en la Argentina con el premio Quinquela Martín, en el Museo Sívori, recibió premios de distintas instituciones -incluida una distinción del Senado de la Nación-  y realizó numerosas exposiciones. En 1995, se radicó en este país y construyó la Casa Museo Magda Frank en la calle Vedia 3546, en el barrio de Saavedra, donde ubicó todas las obras traídas desde Francia.
Magda Frank falleció en Buenos Aires, Argentina, el 23 de junio de 2010 a los 95 años.